# یواس‌اس ناتمگ (ای‌ان-۳۳)
یواس‌اس ناتمگ (ای‌ان-۳۳) (به انگلیسی: USS Nutmeg (AN-33)) یک کشتی بود که طول آن ۱۶۳' ۲" بود. این کشتی در سال ۱۹۴۱ ساخته شد.